# Betrayed (canción de Lil Xan)
«Betrayed» es una canción grabada por el rapero estadounidense Lil Xan, lanzada para su descarga digital el 7 de julio de 2017. El sencillo alcanzó su punto máximo en el número 64 en los EE. UU. Billboard Hot 100.

## De fondo
La canción se centra en la lucha personal de Lil Xan con el uso de Xanax. En la pista, Xan habla sobre las relaciones pasadas, su lucha contra el abuso de drogas y los efectos adversos de Xanax. Lil Xan explicó lo que sucedió el día en que se inspiró para escribirlo y dijo que "estuve con mi homosexual Steven y. Grabamos desde un garaje realmente gueto ."Slingshot, "Betrayed", todas esas canciones fueron grabadas en un gueto, un bougie garage. Es solo una sensación, ¿sabes? La escritura es fácil allí. Simplemente es algo natural. En estudios más grandes, realmente no puedo captar un ambiente así. No voy a mentir, probablemente escribí esa canción en 20 minutos, pero sabía que cuando la escribí esto era algo diferente que la gente aún no había tenido noticias mías. Entré, lo dejé y todo el mundo estaba jodidamente pesado, así que fue una locura". Aunque Leanos aún usa el apodo de "Lil Xan", también crea conciencia sobre los problemas con la droga, explicando sus pensamientos en una entrevista. "La gente me dice que soy un poseso todo el tiempo. Me dicen: 'Tú no haces a Xans. ¿Eres Lil Xan y no le haces a Xans?' Fui dolorosamente adicto a Xanax durante dos años de mi vida, por lo que cualquiera que trate de decirme que soy un impostor, puede cerrar la boca. Porque sé lo que es ser adicto a eso. Y tuve la suerte de salga de esa mierda. Muchos raperos en realidad no hablan de no consumir drogas. Por el contrario, es refrescante ".

## Vídeo musical
El video musical oficial fue lanzado el 28 de agosto de 2017 en el canal de YouTube de Cole Bennett que actualmente ya alcanza los 200M de visitas.

## Remix
El remix oficial de la canción incluye versos invitados de Yo Gotti y Rich The Kid que fue lanzado el 14 de marzo de 2018 en el canal oficial de Vevo de Diego.

## Posicionamiento
| Gráfico (2017–18)                    | Posición |
| ------------------------------------ | -------- |
| Canadá (Billboard 100 Canadiense)    | 49       |
| Portugal (AFP)                       | 63       |
| Billboard de EE. UU. Billboard 100   | 64       |
| US Hot R&B/Hip-Hop Songs (Billboard) | 28       |
| EE. UU. Rhythmic (Billboard)         | 22       |

### Gráficos de fin de año
| Gráfico (2018)                       | Posición |
| ------------------------------------ | -------- |
| US Hot R&B/Hip-Hop Songs (Billboard) | 73       |

## Certificaciones
| País           | Organismo certificador | Certificación | Ventas certificadas | Ref.   |
| -------------- | ---------------------- | ------------- | ------------------- | ------ |
| Australia      | ARIA                   | Oro           | 35 000              |        |
| Canadá         | Music Canada           | 2× Platino    | 160 000             |        |
| México         | AMPROFON               | Platino+Oro   | 90 000              | [ 12 ] |
| Dinamarca      | IFPI                   | Oro           | 45 000              |        |
| Polonia        | ZPAV                   | Oro           | 25 000              |        |
| Reino Unido    | BPI                    | Platino       | 200 000             |        |
| Estados Unidos | RIAA                   | Platino       | 1 000 000           |        |